# 栃木県道297号山本下大羽線

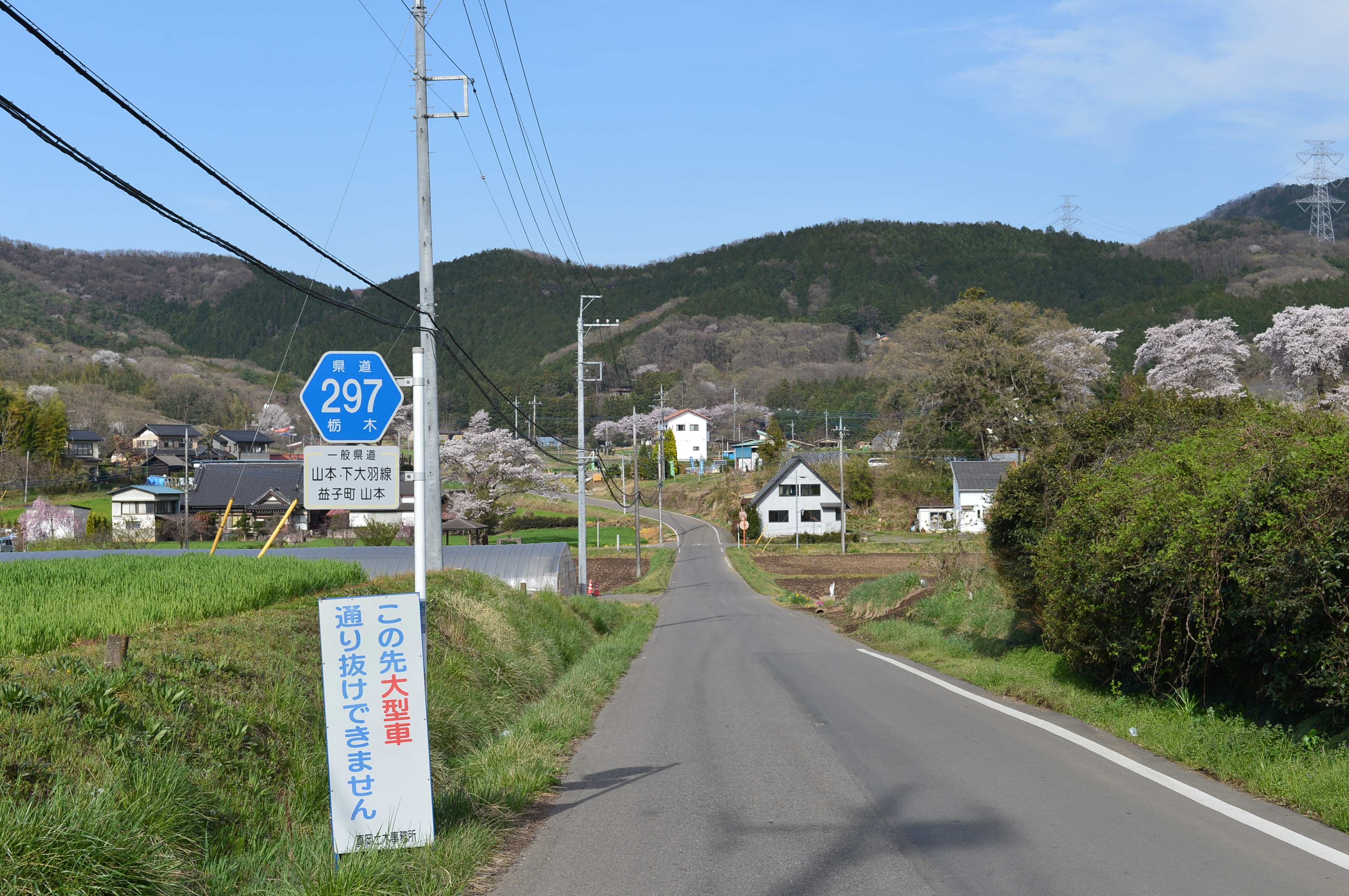
栃木県道297号山本下大羽線・益子町山本の起点付近（2016年4月）

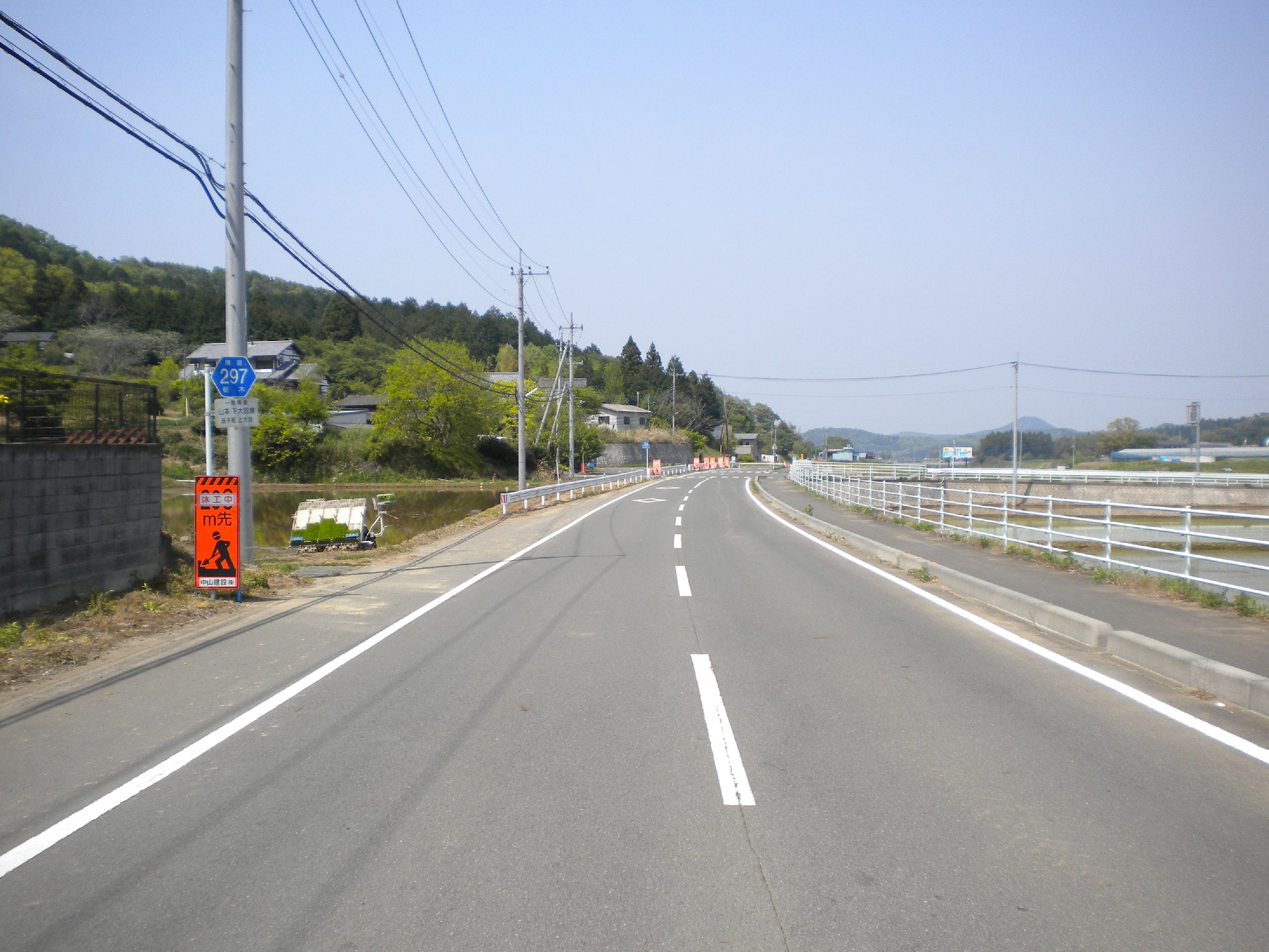
益子町上大羽付近

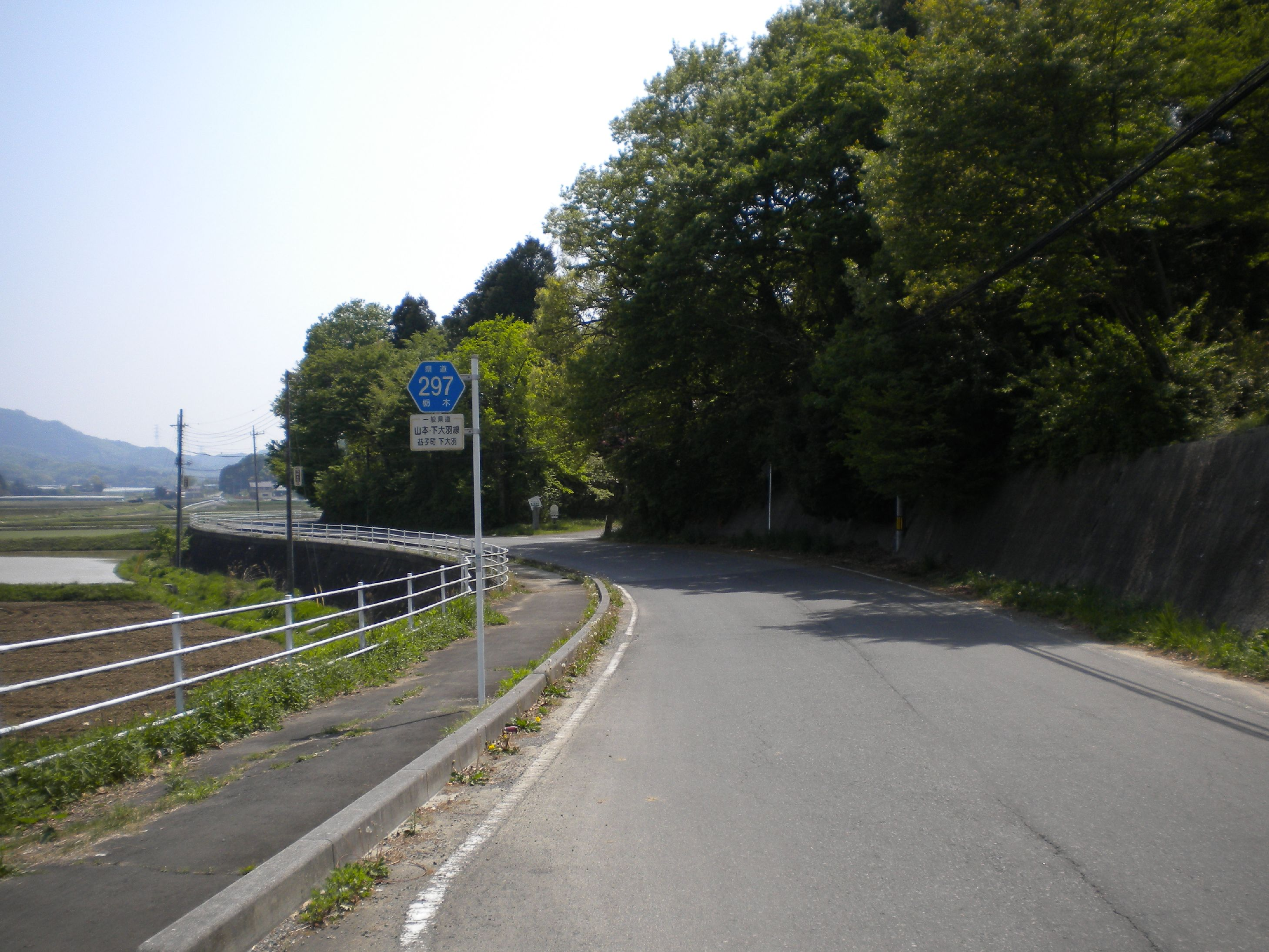
益子町下大羽（終点）付近

栃木県道297号山本下大羽線（とちぎけんどう297ごう やまもとしもおおばせん）は、栃木県芳賀郡益子町に位置する一般県道である。

## 概要
益子町南部の西小塙真岡線分岐から1kmほど東に向かい、以降ほぼ真北に上り益子町東部の下大羽益子線に合流する路線である。下大羽益子線と共に、益子町東部区域の連携軸として位置づけられている。
全体的に道幅が1.5車線未満の区間が多く、センターラインがある区間は益子公園線と重複する前後のみとなっている。起点の山本から上大羽に至る区間は、標高202mの峠越えの道幅の狭い山道で、大型車の通行規制がされている。

## 路線データ
- 総延長：6.791km
- 実延長：5.966km
- 起点：栃木県芳賀郡益子町大字山本（栃木県道257号西小塙真岡線交点）
- 終点：栃木県芳賀郡益子町大字下大羽（栃木県道230号下大羽益子線交点）
- 認定：1978年（昭和53年）11月21日

## 交差する道路
- 栃木県道262号益子公園線（益子町益子にて一部重複）